# Centro turistico giovanile
Il Centro turistico giovanile (CTG) è un'associazione di promozione sociale diffusa a livello nazionale, fondata essenzialmente sul volontariato dei propri soci. Ispirandosi alla concezione cristiana dell'uomo e della vita, essa promuove e realizza un progetto educativo e di formazione integrale della persona, agendo nell'ambito del turismo giovanile e sociale, della cultura e dei beni culturali, dell'ambiente e del tempo libero, avvalendosi del metodo dell'animazione.  La sua proposta è aperta a tutti, senza discriminazioni e senza limiti di età.
È iscritto al registro nazionale delle Associazioni di Promozione Sociale presso il Ministero del Lavoro e delle Politiche Sociali, ed è riconosciuto dal Ministero dell'Interno come Ente Nazionale con Finalità Assistenziali.
L'associazione pubblica la rivista a diffusione nazionale Turismo Giovanile.

## Storia
Nato nel 1949 come Opera nazionale della gioventù italiana di azione cattolica (GIAC), ebbe come primo presidente Carlo Carretto,storico rappresentante del movimento giovanile cattolico e in seguito divenuto religioso tra i piccoli fratelli di Gesù del beato Charles De Foucauld. I primi quattro presidenti nazionali del Ctg coincisero con quelli della Giac e a Carretto successero Mario Vittorio Rossi, Enrico Vinci e Silvio Bettocchi, mentre la vicepresidenza operativa fu per tutto questo periodo affidata ad Enrico Dossi.
Lo stesso Dossi divenne presidente nazionale nel primo congresso nazionale elettivo del CTG, svoltosi nel 1963 alla Domus Pacis di Roma, congresso cui intervenne anche l'on. Aldo Moro, allora presidente del Consiglio. A Dossi successero quindi Umberto Amadigi e Salvatore Indelicato, sotto il quale, nel 1970, il terzo congresso nazionale sancì l'autonomia del CTG dall'Azione Cattolica, pur riaffermando la fedeltà all'ispirazione cristiana. Nel 1971, la Conferenza Episcopale Italiana di conseguenza ne approvò lo Statuto ed il CTG entrò a far parte della Consulta nazionale dell'apostolato dei laici (oggi divenuta CNAL, Consulta nazionale delle aggregazioni laicali).
Sempre nello stesso anno nasce, per iniziativa diretta del Ctg, il CITS (Comitato d'intesa per il turismo sociale dei lavoratori e dei giovani) che fissa la sua sede proprio presso il Ctg e he costituisce un primo tentativo di coordinare le associazioni di turismo sociale in Italia. Ma il Cits fallirà lo scopo e diventerà, negli anni successivi, un'associazione autonoma, attenta in particolar modo al mondo delle case per ferie.
Il Congresso del 1973, nel riaffermare la volontà dell'Associazione di "animare" più che di "organizzare" il turismo, sancì in particolar modo l'uscita dall'associazione di un nutrito gruppo di dirigenti romani e soci, che andò a formare il Centro turistico studentesco e giovanile (CTS), che ebbe grande sviluppo e notorietà negli anni ma terminò la sua attività e si sciolse nel 2017.
La scissione portò a un oggettivo indebolimento del CTG, con anni anche difficili, in cui si succedono come presidenti Lamberto Terzuoli, Giovanni Pelassa e Saverio Gaudio. Quello tra gli anni 70 e 80 è un periodo complesso, di contrapposizioni, ma anche di ricerca, in cui il CTG affronta temi importanti, come quelli del tempo libero e dell'ambiente, scegliendo definitivamente di essere, nel panorama turistico italiano, più “anima” che “agenzia”.
Con il congresso di Chianciano del 1986 l'associazione tenta di scrollarsi di dosso un glorioso passato che non potrà più tornare e punta anche nel tema (Destinazione futuro) ai tempi nuovi. Viene eletto presidente Norberto Tonini, che sarà poi riconfermato anche nel 1990 a Roma, costituendo il primo caso di presidenza protrattasi per 2 interi mandati.
Alle assisi del 1994 di Loreto-Numana gli succede Dante Coronese, mentre nel 1998, al congresso di Lignano Sabbiadoro viene eletto presidente nazionale Alberto Ferrari, che sarà poi riconfermato anche nel 2002 a Rieti e che costituirà il secondo caso di presidenza durata ben 8 anni (limite statutario nel frattempo introdotto).
Nel 2006 al congresso di Assisi, per la prima volta è eletta presidente una donna, Maria Pia Bertolucci, anche lei rieletta nel successivo appuntamento di Rimini del 2010.
Nel congresso del Maggio 2014 a Verona è stato eletto Presidente Nazionale, Giuseppe Marangoni.
Nel congresso tenutosi a Chianciano Terme, dal 28 aprile al 1 maggio 2018, è stato eletto nuovo Presidente Nazionale, Fabio Salandini. 
Il 23 marzo 2019 in occasione del 70°dell'associazione, soci e dirigenti sono stati ricevuti in udienza privata da Papa Francesco che ha indirizzato loro un discorso sul ruolo dell'associazione nell'ambito del turismo sociale. 
Salandini è stato riconfermato nel Congresso tenutosi a Civitanova Marche dal 29 ottobre al 1 novembre 2022.

## Organizzazione associativa
L'Associazione è così articolata:
- presidenza nazionale e consiglio nazionale, con sede in Roma;
- consigli regionali;
- comitati provinciali, i quali coordinano le realtà di base dell'associazione;
  - gruppi;
  - circoli;
  - case per ferie.

## Collaborazioni
Il CTG aderisce a:
- Federazione Italiana degli enti Culturali, Turistici e Sportivi (FICTUS)
- Forum del terzo settore